# John Harding, 2. Baron Harding of Petherton
John Charles Harding, 2. Baron Harding of Petherton (* 12. Februar 1928; † 6. Juni 2016) war ein britischer Peer und Politiker (Conservative Party).

## Leben
John Charles Harding, 2. Baron Harding of Petherton wurde als Sohn von John Harding, 1. Baron Harding of Petherton und dessen Ehefrau Mary Gertrude Mabel Rooke geboren. Sein Vater war Feldmarschall und Gouverneur von Zypern.
Er besuchte das Marlborough College in der Grafschaft Wiltshire und das Worcester College der Universität Oxford, wo er mit einem Bachelor of Arts abschloss. Er trat in die British Army ein, wo er als Offizier der 11th Hussars (Prince Albert’s Own) diente. 1968 schied er im Rang eines Majors aus der Britischen Armee aus.
Harding war seit 20. Juni 1966 mit Harriet Hare, der Tochter von Major-General CB DSO James Francis Hare verheiratet. Seine Frau Harriet starb am 4. Dezember 2012. Aus der Ehe gingen drei Kinder hervor, zwei Söhne und eine Tochter. Seine Tochter Dido Harding, die seit 2014 mit dem Titel Baroness Harding of Winscombe als Life Peer Mitglied des House of Lords ist, ist mit John Penrose, einem Unterhausabgeordneten der Conservative Party, verheiratet.
2003 lebte Harding auf Myrtle Cottage, in der Nähe des Dorfes Lamyatt in der Grafschaft Somerset, England. Er starb im Juni 2016 im Alter von 88 Jahren. Titelerbe ist sein ältester Sohn, William Allan John Harding (* 1969). Der Trauergottesdienst für Harding fand am 15. Juli 2016 in der Church of St. James the Great in Winscombe, Somerset, statt.

## Mitgliedschaft im House of Lords
Beim Tod seines Vaters am 20. Januar 1989 erbte er dessen Adelstitel des 2. Baron Harding of Petherton, der diesem 1958 verliehen worden war. Er wurde dadurch Mitglied des House of Lords und schloss sich im Parlament der Fraktion der Conservative Party an.
Harding war aktives Mitglied des House of Lords. Im Hansard sind insgesamt 43 Wortbeiträge von ihm aus den Jahren 1989 bis 1999 dokumentiert. Am 25. Juli 1989 nahm er erstmals an einer Sitzung des House of Lords teil.
Harding war ein Anhänger der Mitgliedschaft Großbritanniens in der Europäischen Gemeinschaft. Im Oktober 1991 sprach er im House of Lords zur Gemeinsamen Agrarpolitik der Europäischen Gemeinschaft. Seine letzte Wortmeldung erfolgte in Form einer Zwischenfrage, im Juni 1999 im Rahmen einer Debatte zum Kosovokrieg und zum G-8-Gipfel.
Im November 1998 war er bei der Parlamentseröffnung der Sitzungsperiode 1998/99 anwesend. Er war bis 11. November 1999 Mitglied des House of Lords. Seine Mitgliedschaft endete durch den House of Lords Act 1999.